# Balans

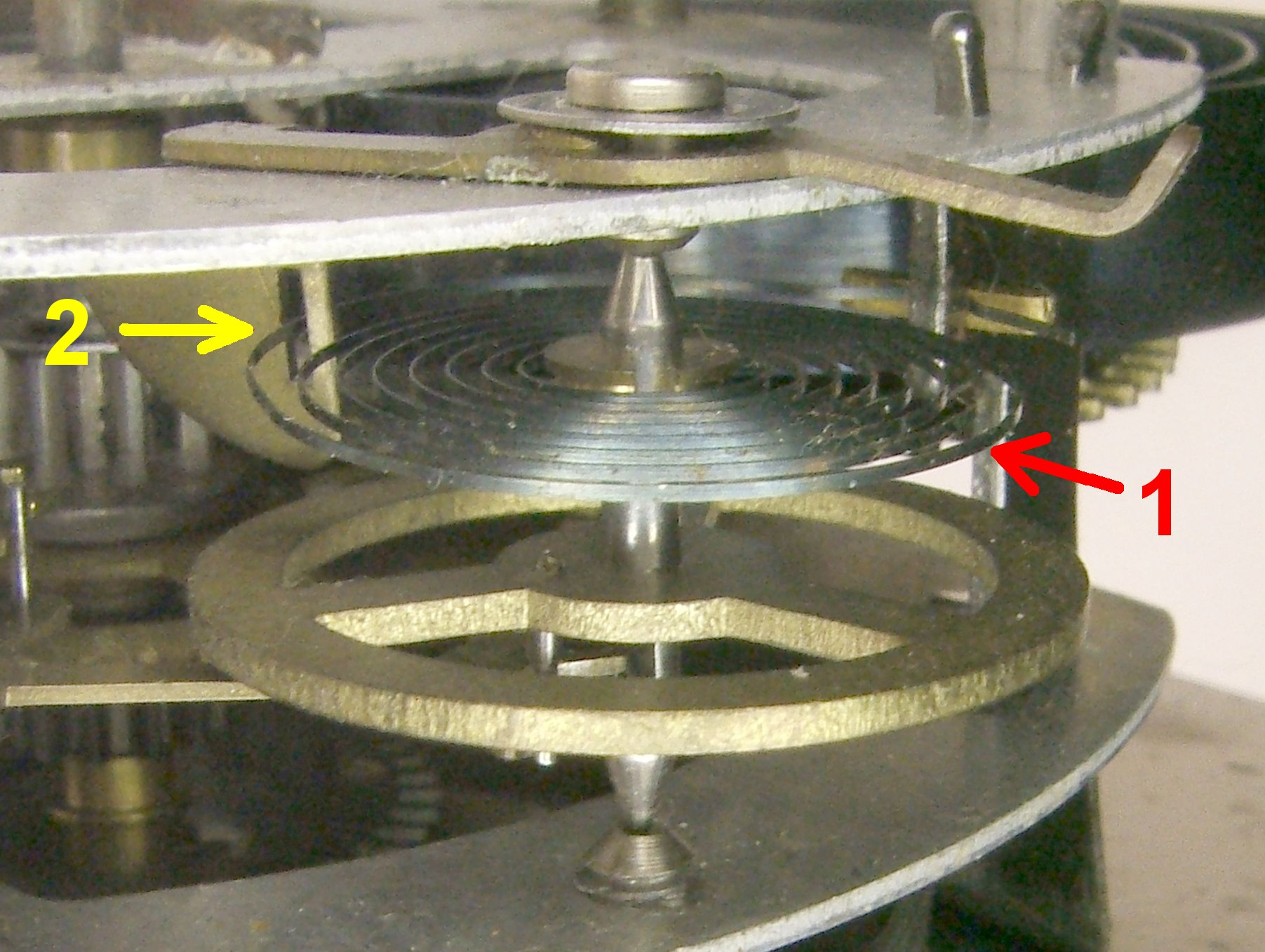
Koło balansu w mechanizmie taniego budzika.
1. włos,
2. przesuwka umożliwiająca regulację okresu drgań

Balans – regulator chodu w zegarach i zegarkach mechanicznych, odpowiednik wahadła w zegarze wahadłowym. Jest to element zegarka wykonujący ruch obrotowy zwrotny, wokół osi przechodzącej przez jego środek ciężkości. Ruch ten podtrzymywany jest poprzez impulsy napędowe, a oscylacje wykonuje pod wpływem działania momentu zwrotnego sprężynki spiralnej (tzw. włosa). Balans współpracuje z wychwytem, odmierzającym obroty kół zębatych mechanizmu zegarowego, jednocześnie pobierając z tego mechanizmu energię podtrzymującą ruch. Balans jest wahadłem torsyjnym, a zatem takim wahadłem, w którym ruchomy element obraca się wahadłowo pod wpływem sprężyny. W odróżnieniu od stosowanego w innych zegarach wahadła fizycznego, ruch balansu nie jest związany z obecnością pola grawitacyjnego Ziemi. Może on zatem pracować niezależnie od ustawienia względem pionu, a jego okres ruchu jest niezależny od miejsca na Ziemi. Możliwość poprawnej pracy bez względu na położenie, pozwoliła zarówno na budowę dokładnych chronometrów, jak i przenośnych zegarków kieszonkowych i naręcznych. Ich konstrukcja ulegała wielokrotnym modyfikacjom, mającym na celu miniaturyzację i zwiększenie dokładności. Począwszy od upowszechnienia wynalazku, aż do lat 70. XX wieku, kiedy upowszechniły się zegarki kwarcowe, balans był najczęściej używanym regulatorem w zegarkach powszechnego użytku.  

## Budowa i zasada działania
Najważniejsze części balansu to koło balansu (element zamachowy o odpowiednio dobranym momencie bezwładności), oś balansu i włos. Włos jest sprężyną spiralną, najczęściej płaską. Po raz pierwszy zastosował go w 1675 r. Christiaan Huygens w dokładnym zegarze służącym do obliczeń astronomicznych. Zastosowanie tego typu sprężyny było przełomem w konstrukcji balansu – wcześniejsze próby, ze sprężynami o innej konstrukcji, kończyły się niepowodzeniem z uwagi na dużą zależność okresu od amplitudy drgań. 
W zegarku z wychwytem cylindrowym włos ma 8–9 zwojów, a w zegarku z wychwytem kotwicowym 10–15 zwojów. Zewnętrzny koniec włosa umocowany jest do korpusu mechanizmu zegarka, wewnętrzny – do pierścienia osadzonego na osi balansu. Włos znajduje się nad kołem balansu, elementy wychwytu pod kołem. Wymagania stawiane przed balansem, to mała waga i duży moment bezwładności, cienkie, nie stwarzające dużych oporów czopy osi i odporność na uderzenia i upadki.
Z punktu widzenia fizyki, balans stanowi realizację oscylatora harmonicznego wymuszonego z niewielkim tłumieniem i siłą wymuszającą przenoszoną w postaci krótkich impulsów przez koło wychwytowe za pośrednictwem wychwytu. Oscylator ten pracuje z częstotliwością bardzo bliską swojej częstotliwości rezonansowej.

## Częstotliwość pracy
W większości zegarków, produkowanych w pierwszej połowie XX wieku, balans wykonuje 5 tyknięć na sekundę (beats per second). Czasem spotyka się inne liczby tyknięć zegarka : 4, 4½, 5½, 8, rzadziej 10. W zegarach i budzikach mogła być stosowana mniejsza liczba tyknięć w sekundzie, na przykład 2 lub 2,5. Liczbie wahnięć na sekundę musi odpowiadać odpowiednia liczba zębów wychwytu oraz przełożenie kół zębatych obracających wskazówki.
Dwa tyknięcia zegarka odpowiadają jednemu pełnemu cyklowi pracy balansu i wychwytu, dlatego częstotliwość pracy balansu jest 2 razy mniejsza od liczby tyknięć na sekundę. Zauważono że, w przypadku zegarków kieszonkowych i ręcznych, częstotliwość balansu ma istotny wpływ na dokładność wskazań zegarka. Koło balansowe jak i wychwyt są wyważone, mają środek masy położony na osi obrotu przez co przyspieszenia jakim poddawany jest zegarek nie wpływają na ich ruch, ale poruszanie zegarkiem wywołujące jego obrót (przyspieszenie kątowe) zakłóca ruch koła balansowego oraz wychwytu względem zegarka. Gdy częstotliwość pracy balansu jest zbliżona do częstotliwości, z jaką jest poruszany zegarek (np. gdy osoba go nosząca biegnie lub rusza ręką), zaburzenia w kolejnych cyklach kumulują się i dochodzi do dużych zmian amplitudy wahnięć balansu (patrz rezonans) wywołujących zaburzenia współpracy balansu z wychwytem oraz chwilowe skracanie lub wydłużanie okresu drgań. W konsekwencji powoduje to kumulujące się błędy wskazań zegara.
Z analizy fourierowskiej ruchu nadgarstka przeciętnego człowieka wykonującego typowe czynności wynika, iż w ruchach obrotowych występują drgania o częstotliwości mniejszej od 3 Hz, wyraźny wzrost amplitudy obserwuje się dla drgań o częstotliwości mniejszej od 2 Hz. Z tego powodu częstotliwość pracy balansu spełniającego te warunki musi wynosić co najmniej 3 Hz. Oznacza to, że im częściej tyka zegarek tym jest odporniejszy na zaburzenia wywołane ruchami ręki, a zegarki tykające co najmniej 6 razy na sekundę, są odporne na typowe ruchy nadgarstka.

## Regulacja

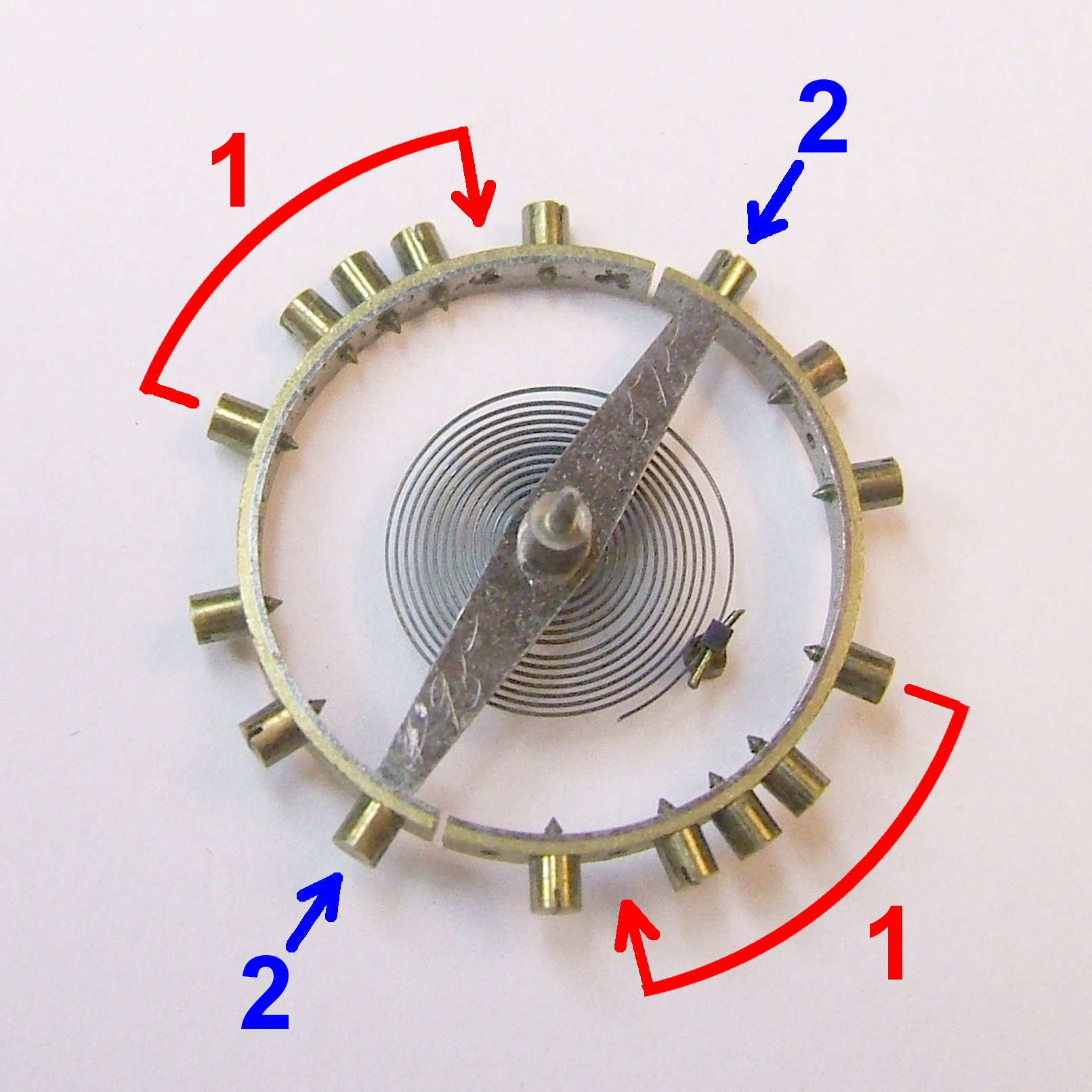
Balans wysokiej klasy zegarka kieszonkowego z początków XX wieku. Obrzeże koła balansu wykonane jest z bimetalu i nacięte, dzięki czemu zmienia swój kształt (i zarazem moment bezwładności) wraz ze zmianami temperatury. Śruby (1) służą do regulacji stopnia kompensacji termicznej, zaś śruby (2) do wyważania i bezpośredniej regulacji momentu bezwładności koła.

Regulację okresu wahań balansu wykonuje się najczęściej poprzez zmianę długości czynnej włosa. Służy do tego przesuwka, której zamek ogranicza  długość swobodnej części włosa. W kołach balansu niektórych zegarków znajdują się wkręty umożliwiające zgrubną regulację okresu wahania poprzez mocowanie do wieńca koła balansu podkładek balastowych zmieniających masę balansu. Ponadto w najdokładniejszych zegarach mechanicznych nie stosowano regulacji długości włosa, gdyż mechanizm regulacyjny (przesuwka) mógł zwiększać tłumienie lub w inny sposób zakłócać pracę wahadła. W tego typu zegarach jedynym elementem strojącym częstotliwość pracy balansu były śruby wkręcane w koło balansu. Śruby te pełniły również rolę elementów wyważających, potrzebnych by ograniczyć zakłócenia związane z odchyleniem osi balansu od kierunku pionowego. Wyważenie było szczególnie istotne w przypadku zegarów wykorzystywanych do nawigacji w żegludze, gdyż kołysanie fal uniemożliwiało unieruchomienie i wypoziomowanie zegara. Istotnym problemem konstrukcyjnym przy budowie włosa jest ograniczenie zmian jego parametrów w czasie. Ważna jest tu nie tylko długoczasowa niestałość parametrów, związana ze starzeniem się materiału wciąż poddawanej zmiennym naprężeniom sprężyny, ale przede wszystkim zależność jej długości i sprężystości od temperatury. Kompensację temperaturową częstotliwości drgań realizowano poprzez wprowadzenie bimetalowych elementów, które bądź modyfikowały długość sprężyny, bądź też (jak na rysunku obok), umieszczone na obrzeżu koła balansu, wpływały na zmianę jego kształtu i zarazem momentu bezwładności.

## Łożyska osi balansu
Aby zminimalizować zmiany częstotliwości drgań (a w konsekwencji błędy wskazań zegara) spowodowane niestałością siły wymuszającej, balans powinien mieć bardzo dobre łożyska zapewniające jak najmniejsze opory ruchu. Im mniejsze są opory ruchu, tym mniejsza jest zależność częstotliwości wahadła od jego amplitudy i dodatkowych czynników wpływających na ruch. 
Łożyska osi balansu w wysokiej klasy zegarach, a po opanowaniu produkcji kamieni syntetycznych niemal we wszystkich, wykonywano z kamieni szlachetnych. Pozwalało to na zmniejszenie średnicy osi w łożysku, co zmniejszało tarcie, a także zwiększało trwałość łożyska.